# Amin Tujakow
Amin Jelemiesuły Tujakow (kaz. Әмен Елемесұлы Тұяқов, ros. Амин Елемисович Туяков, ur. 12 lutego 1937 w  obwodzie mangystauskim) – kazachski lekkoatleta, sprinter, startujący w barwach  Związku Radzieckiego, wicemistrz Europy z 1966.
Wystąpił na mistrzostwach Europy w 1962 w Belgradzie. Odpadł w eliminacjach biegu na 200 metrów oraz  sztafety 4 × 100 metrów.
Zdobył srebrny  medal w sztafecie 4 × 100 metrów na mistrzostwach Europy w 1966 w Budapeszcie (sztafeta radziecka biegła w składzie: Edwin Ozolin,Tujakow, Borys Sawczuk i Nikołaj Iwanow). Tujakow startował również w biegu na 200 metrów, w którym odpadł w półfinale.
Był mistrzem ZSRR w biegu na 200 metrów w 1962, 1965, 1966 i 1967, a także w 4 × 100 metrów w 1962 i 1963.
Tujakow  poprawiał rekord ZSRR w biegu na 200 metrów (20,6 s 24 lipca 1965 w kijowie) i dwukrotnie w sztafecie 4 × 100 metrów do wyniku 39,2 s (2 października 1965 w Paryżu).